# Dendrobium elliottianum
Dendrobium elliottianum är en orkidéart som beskrevs av P.O'byrne. Dendrobium elliottianum ingår i släktet Dendrobium, och familjen orkidéer. Inga underarter finns listade i Catalogue of Life.